# Kuchnia gazowa

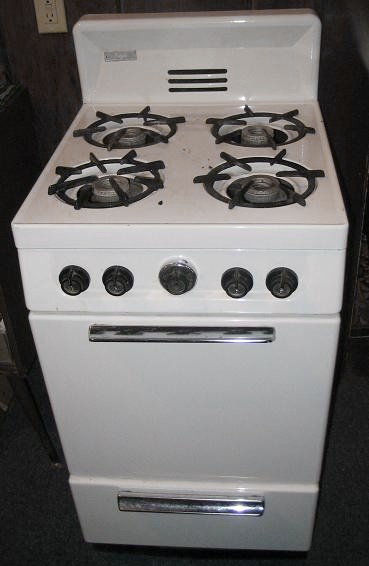
Kuchenka gazowa

Kuchenka gazowa – rodzaj kuchenki wykorzystującej gaz ziemny lub mieszaninę propan-butan (LPG). Najczęstsza konfiguracja tego typu kuchenki wyposażana jest w 4 palniki do gotowania i piekarnik. Obecnie coraz częściej w kuchenkach gazowych stosuje się piekarniki elektryczne oraz elektryczne zapalniki. W miejscach, gdzie nie ma dostępu do sieci gazowej używa się kuchenki gazowe zasilane gazem LPG (mieszanina propanu i butanu) z butli.
Stosowane są modele przenośne kuchenek gazowych zasilane z butli gazowej napełnionej mieszaniną propan-butan, podobnie jak stacjonarne kuchenki w miejscach, gdzie nie ma dostępu do sieci gazowej. Wyposażone najczęściej w jeden lub dwa palniki. 

## Galeria

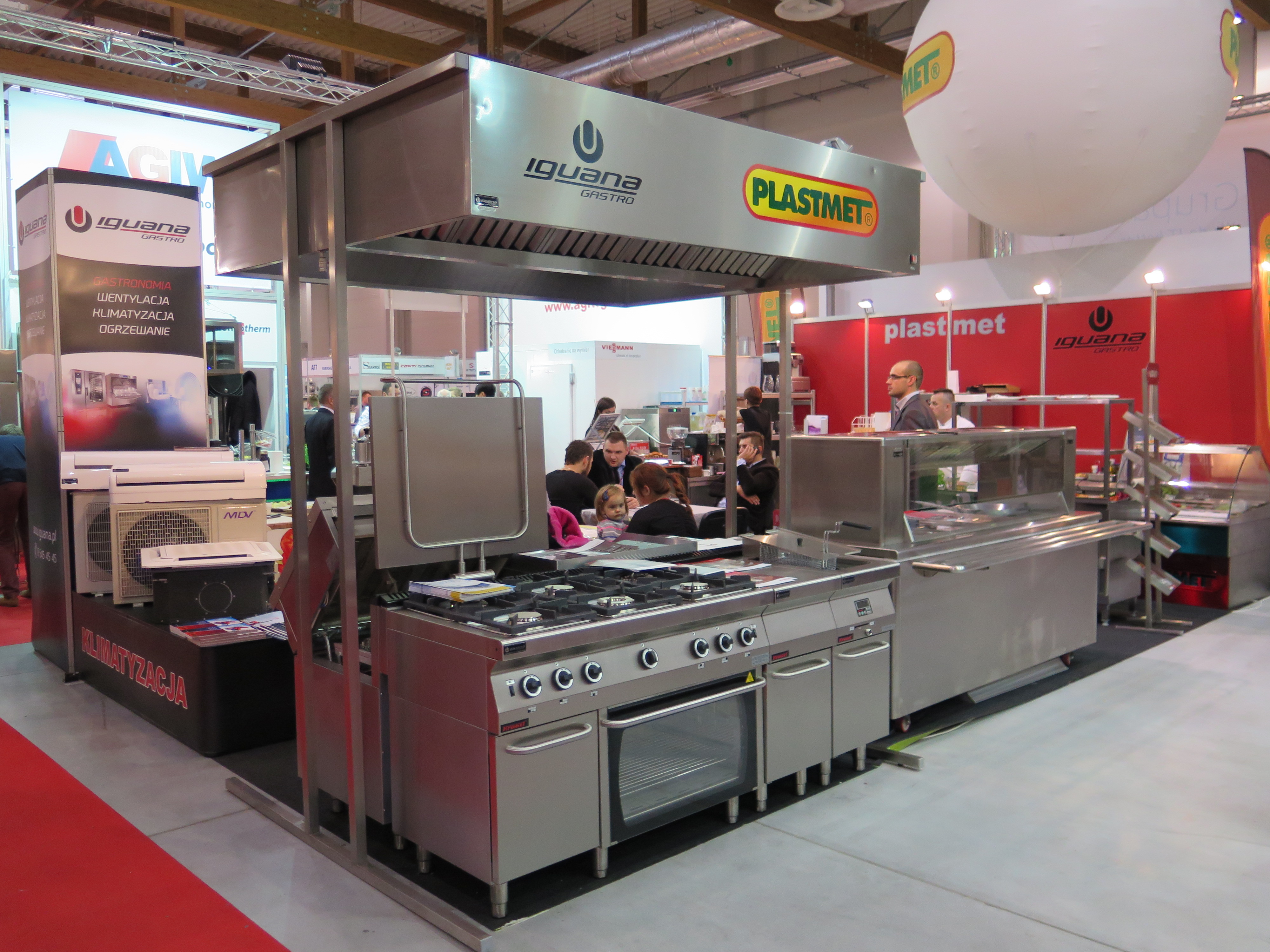
Profesjonalna kuchnia gazowa z okapem
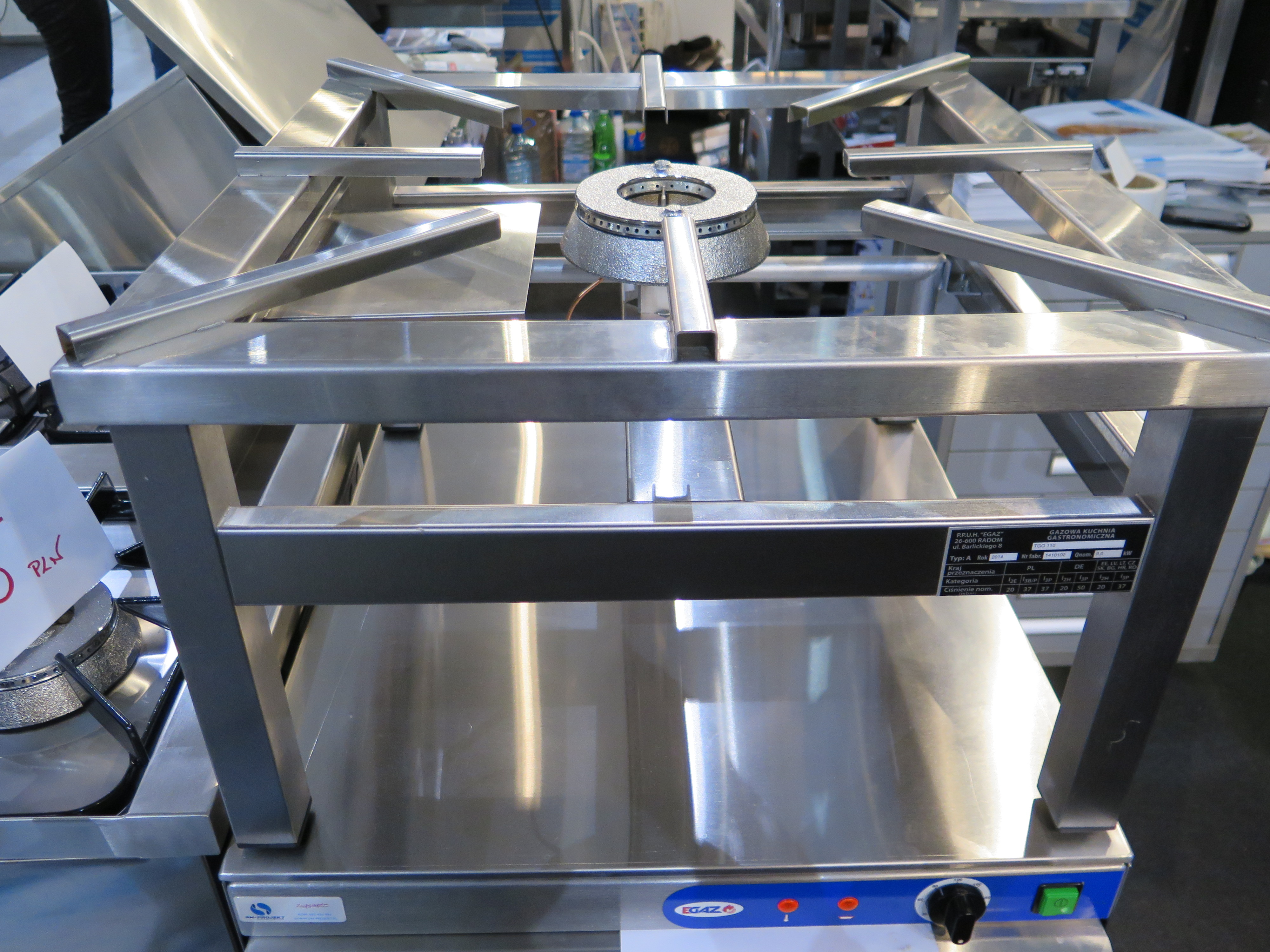
Przenośna kuchnia gazowa